# Balthazar Georges Sage

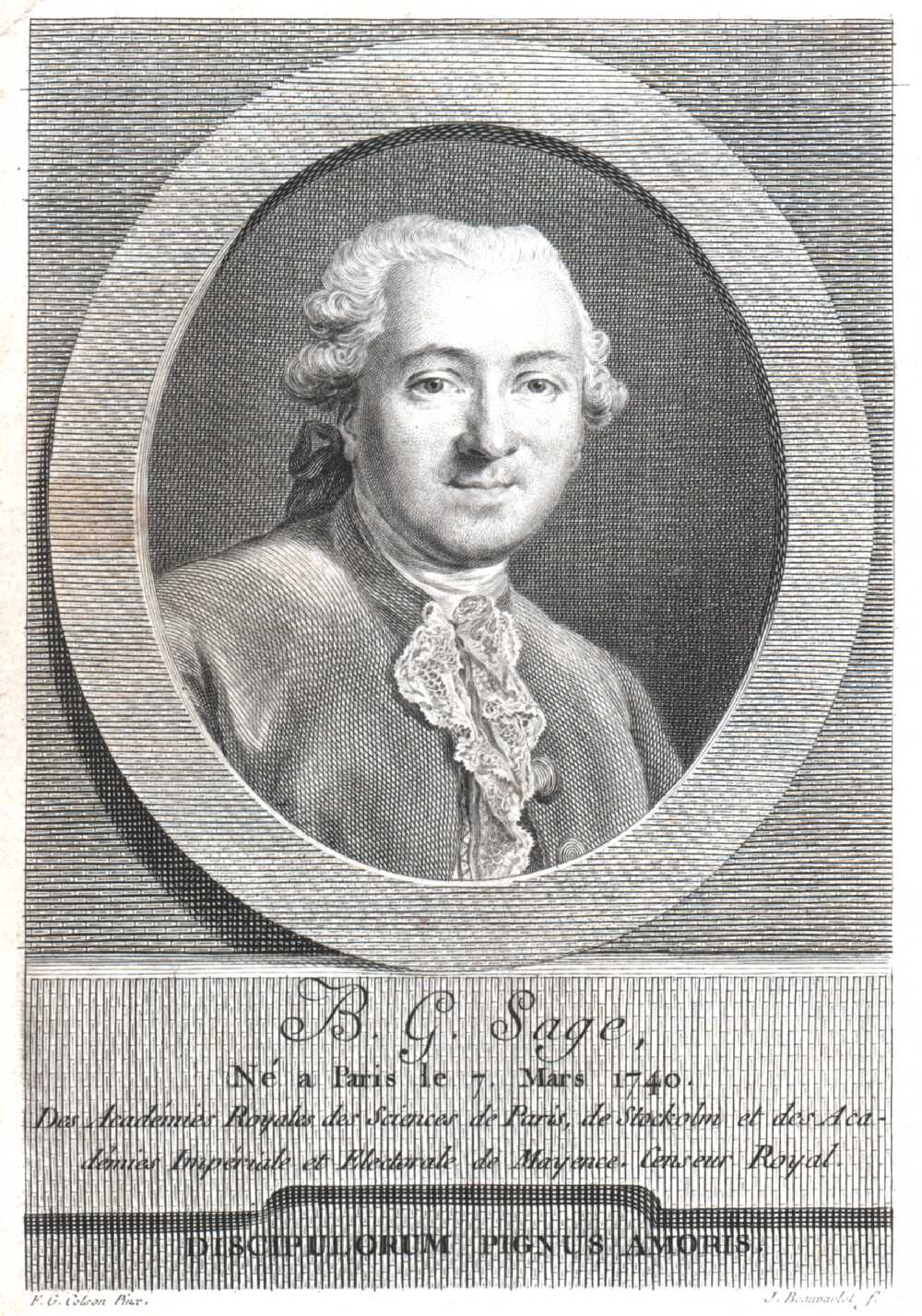
Balthazar Georges Sage.

Balthazar Georges Sage, född 7 maj 1740 i Paris, död där 9 september 1824, var en fransk kemist och mineralog.
Sage tillträdde 1778 en för honom vid kungliga myntverket i Paris upprättad lärostol i experimentell mineralogi. Han stiftade 1783 École des mines och blev dess förste direktor. Han avsattes under franska revolutionen från sina ämbeten och återfick senare endast sin lärostol vid myntverket. Han var en produktiv författare, både på kemins och mineralogins område, men i alla sina arbeten stod han konsekvent kvar på vetenskapens äldre ståndpunkter. Han invaldes som ledamot av Kungliga Vetenskapsakademien 1775.